# Henry Correvon
Pour les articles homonymes, voir Correvon (homonymie).
Henry Correvon, né le 15 août 1854 et mort le 5 novembre 1939 à Herisau, est un botaniste vaudois.

## Biographie
Petit-fils d’un horticulteur, pépiniériste et maraîcher d’Yverdon-les-Bains, dont il reprend l’établissement en 1875, Henry Correvon conçoit très vite le projet de devenir horticulteur à son tour. Sa formation débute par un apprentissage à Genève où il se familiarise avec la tradition naturaliste genevoise, particulièrement au Jardin botanique des Bastions, alors dirigé par le botaniste Reuter, conservateur de l’herbier Boissier; elle se poursuit à Zurich où il passe deux ans dans les établissements Froebel.
Henry Correvon entreprend ensuite, comme son père avant lui, un tour d’Europe qui le conduit en stage à Francfort, puis à Erfurt. Au cours de ces stages, il se familiarise avec le thème de l’imitation de la nature dans le paysagisme néo-classique. Il est rappelé brusquement à Yverdon où il est chargé de reprendre l’entreprise familiale. Il y consent à regret, mais effectue encore un dernier stage à Paris au Museum d’histoire naturelle. Henry Correvon se spécialise très tôt dans l’acclimatation et la culture des plantes alpines. L’enjeu en est le transfert de spécimens de la nature sauvage alpine à la culture de plaine. Sa première publication à ce sujet remonte à 1876.
En 1877, il expose un lot de plantes alpines, le premier du genre en Europe, pour lequel la société d’horticulture de Genève lui décerne un prix. En 1879, Henry Correvon s’établit à la Petite-Boissière à Genève où il loue un établissement horticole. Le club alpin, ainsi que la société botanique, lui fournissent ses premiers clients. Henry Correvon participe ainsi à la création des jardins alpins de la Linnæa (1889), entre le village de Bourg-Saint-Pierre et le col du Grand-Saint-Bernard ; de la Rambertia aux Rochers de Naye (1896), financé par la Société du chemin de fer et dont la vocation est surtout didactique ; de la Chaniousa au Petit-Saint-Bernard (1897).
L’influence de Henry Correvon sur les pratiques du paysagisme en Suisse romande fut profonde et durable, surtout à partir de 1896, année de l’Exposition nationale de Genève où, en compagnie de Jules Allemand, il crée le jardin alpin du Village suisse. À l’étranger, son influence est sensible sur le développement des alpinum qui, généralement intégrés aux jardins botaniques, sont à l’origine des collections spécifiques de plantes alpines et deviennent peu à peu des éléments formels aussi bien des jardins paysagers que des jardins architecturés. Gertrude Jekyll (1843-1932), la principale référence du paysagisme anglais dès 1880, se réclame explicitement de l’influence et des publications de Henry Correvon.

## Œuvres

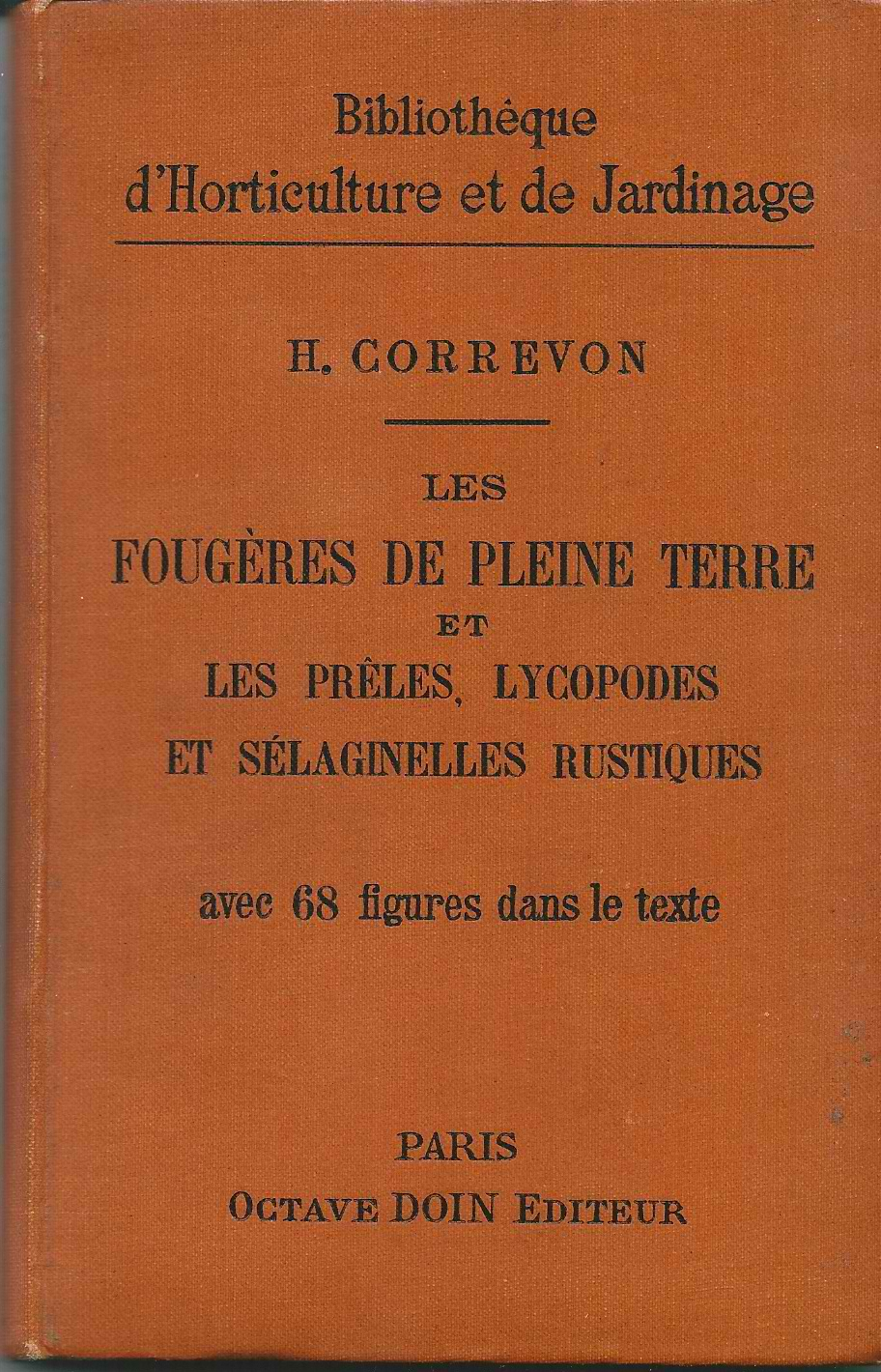
Les fougères de pleine terre et les prêles, lycopodes et sélaginelles rustiques

- Les fougères de pleine terre et les prêles, lycopodes et sélaginelles rustiques, Octave Droin éditeur, Paris, 1896, 144 pages, 68 figures.
- Atlas de la Flore alpine, 1899
- Les Orchidées rustiques, O. Doin, Paris, 1893
- Fleurs et montagnes, Friedrich et Demartines, Genève, 1902
- Les Iris dans les jardins, Librairie horticole, Paris, 1907
- Les plantes alpines et de rocailles, O. Doin, Paris, 1895
- Champs et bois fleuris, Delachaux et Niestlé
- Flore alpine, Delachaux et Niestlé, Neuchâtel et Paris, 1939
- Fleurs des eaux et des marais, Delachaux et Niestlé
- Fleurs des champs et des bois, Delachaux et Niestlé, 2e édition 1922
- Rocailles fleuries, Delachaux et Niestlé

## Sources
1. ↑  (fr + en) CJB, La Linnaea, Genève, CJB, 2012, 2 p., p. 2

- « Henry Correvon », sur la base de données des personnalités vaudoises sur la plateforme « Patrinum » de la Bibliothèque cantonale et universitaire de Lausanne.
- Martine Piguet, « Henry Correvon » dans le Dictionnaire historique de la Suisse en ligne.
- S. Visinand, "Réaménagement du Parc Floraire", in Bull. Soc. suisse des arts du jardin, 1992, no 34-39
- Architektenlex., p. 134